# Viaceslav Oliinîk
Viaceslav Oliinîk (n. 27 aprilie 1966, Jdanov, RSS Ucraineană, URSS) este un luptător ce a reprezentat Uniunea Republicilor Sovietice Socialiste, medaliat olimpic. A participat la 2 ediții ale Jocurilor Olimpice (1996, 2000) în care a câștigat o medalie de aur.